# Liste der Monuments historiques in Orain (Côte-d’Or)
Die Liste der Monuments historiques in Orain führt die Monuments historiques in der französischen Gemeinde Orain auf.

## Liste der Objekte
| Bezeichnung                                    | Beschreibung | Standort                        | Kennzeichnung | Schutzstatus | Datum | Bild |
| ---------------------------------------------- | --- | ------------------------------- | ------------- | ------------ | ----- | ---- |
| Skulptur Notre-Dame d’Illy                     | Darstellung der Madonna mit Kind; Kalkstein, farbig gefasst, 15. Jahrhundert; aus der Kapelle Notre-Dame in Hilly | in der Kirche St-Bénigne (Lage) | PM21001680    | Classé       | 1925  |      |
| Skulptur Madonna mit Kind (1)                  | Holz, farbig gefasst und vergoldet, 18. Jahrhundert                                                               | in der Kirche St-Bénigne (Lage) | PM21001682    | Classé       | 1925  |      |
| Skulptur Madonna mit Kind (2)                  | Kalkstein, 15. Jahrhundert                                                                                        | in der Kirche St-Bénigne (Lage) | PM21001684    | Classé       | 1960  |      |
| Grabstein für Guy de Montigny und seine Gattin | Kalkstein, bezeichnet 1593 und 1600                                                                               | in der Kirche St-Bénigne (Lage) | PM21001683    | Classé       | 1960  |      |
| Skulptur Schutzmantelmadonna                   | Kalkstein, um 1500                                                                                                | in der Kirche St-Bénigne (Lage) | PM21001681    | Classé       | 1925  |      |